# Inreviken
Inreviken är en sjö i Skellefteå kommun i Västerbotten och ingår i Skellefteälvens huvudavrinningsområde. Sjön har en area på 0,0192 kvadratkilometer och ligger 1,9 meter över havet.

## Delavrinningsområde
Inreviken ingår i det delavrinningsområde (719129-175239) som SMHI kallar för Utloppet av Inre-Viken. Medelhöjden är 30 meter över havet och ytan är 7,21 kvadratkilometer. Det finns inga avrinningsområden uppströms utan avrinningsområdet är högsta punkten. Vattendraget som avvattnar avrinningsområdet har biflödesordning 2, vilket innebär att vattnet flödar genom totalt 2 vattendrag innan det når havet efter 2,4 kilometer. Avrinningsområdet består mestadels av skog (67 procent) och öppen mark (11 procent). Bebyggelsen i området täcker en yta av 0,48 kvadratkilometer eller 7 procent av avrinningsområdet.